# The Crow - Il corvo
The Crow - Il corvo (The Crow) è un film del 2024 diretto da Rupert Sanders.
Remake del cult del 1994, il film è liberamente ispirato dal fumetto Il corvo di James O'Barr. Il cast include come protagonisti Bill Skarsgård, FKA twigs e Danny Huston.

## Trama
Eric Draven, un tossicodipendente con un'infanzia travagliata, lotta con la vita e gli incubi in un centro di riabilitazione. Shelly Webster, una musicista con problemi simili, riceve un video-messaggio dalla sua amica Zadie che incrimina Vincent Roeg, uno spietato boss del crimine che si atteggia da aristocratico della musica. Scegliendo di salvare il video, pur sapendo che possederlo significherebbe la sua morte, Shelly tenta di nascondersi ma viene inseguita dagli scagnozzi di Roeg, che interrompono l'inseguimento quando Shelly viene arrestata per possesso di droga.
Zadie viene catturata e interrogata da Roeg, che le rivela che, secoli fa, aveva stretto un patto col diavolo per mandare anime innocenti all'inferno in cambio della vita eterna. L'uomo costringe infine Zadie a suicidarsi sussurrandole incantesimi all'orecchio. Shelly viene mandata nello stesso centro di riabilitazione in cui si trova Eric, i due si innamorano l'uno dell'altra e legano nel tempo. Quando Marian, il braccio destro di Roeg, appare all'improvviso all'istituto, Shelly va nel panico e convince Eric ad aiutarla a scappare. Si rifugiano nella casa vuota di un'amica di Shelly e i due si innamorano rapidamente e tentano di vivere una vita spensierata insieme, ma vengono presto trovati dagli uomini di Roeg e assassinati.
Eric si risveglia in uno scalo ferroviario simile al purgatorio, dove Kronos, una guida spirituale, spiega che Eric dovrà uccidere Roeg per riunirsi a Shelly. Rianimato e in possesso della capacità di guarire dalle ferite, Eric visita Sophia, la madre di Shelly, che era presente con Marian al centro di riabilitazione. Sophia rivela di aver stretto un patto con Roeg: ricchezza in cambio dell'anima di Shelly. Dopo che Eric se ne va, Roeg visita Sophia per chiedere di Eric, ma la costringe a saltare dal tetto quando non è soddisfatto delle sue risposte. Eric procede a dare la caccia e uccidere diversi uomini di Roeg e trova il telefono di Shelly con il video incriminante che rivela che Roeg aveva precedentemente costretto Shelly a uccidere una donna. Dubitando improvvisamente del suo amore per Shelly, Eric perde la sua capacità di guarire e viene nuovamente ucciso e, tornato nell'aldilà, stringe un patto con Kronos per prendere il posto di Shelly all'Inferno in cambio di un'altra possibilità di uccidere Roeg.
Roeg viene a conoscenza delle capacità soprannaturali di Eric e ordina a Marian di attirarlo da loro per impossessarsi dei suoi poteri. Eric segue Marian fino a un teatro dell'opera, uccidendo selvaggiamente tutti gli uomini di Roeg per raggiungerla. Marian rivela con riluttanza la posizione di Roeg prima che Eric la decapiti. Roeg riesce a sottomettere Eric e tenta di rubargli i poteri prima che Eric riesca a trasportarli entrambi nell'aldilà, dove finisce rapidamente Roeg e salva l'anima di Shelly. Dopo una breve riunione tra gli amanti, Shelly viene rianimata la notte della loro morte e piange Eric dopo che Kronos, travestito da medico, le dice che ha dato la vita per lei. Eric accetta il suo destino, contento nella sua convinzione che le loro anime un giorno si ritroveranno.

## Promozione
Il primo trailer del film è stato diffuso il 14 marzo 2024.

## Distribuzione
Inizialmente previsto per il 7 giugno 2024, è stato distribuito nelle sale nordamericane dal 23 agosto dopo un'anteprima a New York il 20 agosto, mentre in Italia è stato distribuito dal 28 agosto.

## Accoglienza

### Incassi
Il film ha incassato 9275659 $ in Nordamerica e 14833377 $ nel resto del mondo, per un totale di 24109036 $, rivelandosi un flop.

### Critica
Il film è stato stroncato dalla critica: su Rotten Tomatoes ha una percentuale di gradimento del 21% basato su 136 recensioni, su Metacritic il voto medio è di 30 su 100 basato su 31 recensioni.